# Grotte du dragon de Syrau
La grotte du dragon de Syrau (Drachenhöhle Syrau) est une grotte à Syrau, village de Rosenbach/Vogtl., dans le Land de Saxe, en Allemagne.

## Histoire
La grotte est découverte le 14 mars 1928 par le maître des carrières Ludwig Undeutsch. Quelques jours plus tard, la pérennité de la grotte est assurée et le 28 septembre 1928, elle est ouverte aux premiers visiteurs. Une enquête scientifique de la grotte est faite par Alfred Uhlemann et Ernst Weise. La popularité croissante de la grotte permet d'agrandir les parties de la grotte accessibles au public. La grotte karstique carbonatée d'environ 15 mètres de profondeur s'étend sur une longueur totale de 550 m. Sur ce total, 350 m sont aménagés pour le tourisme. Il y a plusieurs lacs de grotte interconnectés dans les différentes salles de la grotte.
À partir de 1978, l'exploration dangereuse des zones sous-marines par les plongeurs de Zwickau commence. Les plongées apportent de nouveaux détails sur l'agrandissement de la grotte. Un examen des échantillons d'eau, de sol et d'air montre un niveau relativement élevé de pollution par le radon d'origine naturelle. Cependant, il ne présente pas de risque sanitaire pour une courte visite. Les guides des grottes doivent être régulièrement suivis par la médecine du travail.
Afin de respecter les règles de sécurité requises pour les grottes d'exposition, une ventilation de la grotte est aménagée dans les années 1980. En 1989, l'administration compte 156 000 visiteurs. Des moisissures et des lichens sont détectés à un degré inquiétant dans la zone des parties accessibles au public en 1990. À partir de l'été 1990, un concept de ventilation modifié est mis en œuvre et les visites de la grotte sont limitées.
Le Drachenhöhle possède de nombreux sinters. On notera en particulier un sinter de 50 cm de long appelé "rideau". Le trou en elle provient d'un coup de pistolet d'un soldat soviétique.
Des spectacles laser de dix minutes sont également proposés dans la grotte (de mai à août), et des concerts de grotte pour maximum 50 participants, des mariages peuvent être organisés dans la grotte sur demande. En décembre 2013, le système d'éclairage de la grotte est entièrement renouvelé pour des LED.

## Source
- (de) Cet article est partiellement ou en totalité issu de l’article de Wikipédia en allemand intitulé « Drachenhöhle Syrau » (voir la liste des auteurs).

1. 1 2  (de) Höhlenforschung in Thüringen, 1993